# Llapó de mar
El llapó de mar (Ruppia maritima) és una espècie de planta aquàtica. Malgrat el seu epítet específic,maritima, no viu al mar sinó que és una planta d'aigua dolça tolerant a la sal. El nom del gènere, Ruppia, va ser dedicat per Linnaeus al botànic alemany Heinrich Bernhard Ruppius (1689-1719).

## Distribució
Té una distribució cosmopolita en zones litorals i aiguamolls on de vegades és la vegetació dominant.

## Descripció
Ruppia maritima té les fulles primes com la de les granínies creix a partir d'un rizoma, el seu pol·len sura en l'aigua.
Els seus fruits són petites drupes que es dispersen per l'aigua i dins els peixos i els ocells que se les mengen. També té reproducció vegetativa i forma colònies.